# Zanthoxylum zanthoxyloides
Zanthoxylum zanthoxyloides es una especie de arbusto perteneciente a la familia de las rutáceas. Se encuentra en África tropical.

## Descripción
Es un arbusto o pequeño árbol muy espinosa que alcanza un tamaño de 12 (-16) m de altura, el tronco de color gris, con espinas leñosas de gran tamaño que caen más tarde, la corteza finamente agrietada longitudinalmente, las espinas presentes en las ramas más antiguas, las ramitas y las hojas glabras.

## Distribución y hábitat
Se encuentra en la sabana, en matorrales, los bosques secos y de transición, en los parches del bosque en la tierra seca, en los bosques secundarios secos, en las dunas costeras y matorral; montículos de las termitas (Burkina Faso); localmente abundantes en zonas costeras. Se distribuye por Benín, Costa de Marfil, Gambia, Ghana, Guinea, Guinea-Bissau, Malí, Nigeria, Senegal y Togo.

## Usos
A veces es cultivado. La corteza de las raíces y los tallos son tóxicos. Las semillas se utilizan para hacer collares, también se utiliza en la alimentación como la pimienta. Los brotes y las ramitas son utilizadas como palos para masticar.

## Propiedades
En la corteza de la raíz de Z. zanthoxyloides se puede encontrar burkinabin C, tipo AA un tanino hidrolizable.

## Taxonomía
Zanthoxylum zanthoxyloides fue descrita por (Jean-Baptiste Lamarck) Bernhard Zepernick & Friedrich Karl Timler y publicado en Willdenowia 11: 361, en el año 1981.
Sinonimia
- Fagara senegalensis (DC.) A.Chev.
- Fagara zanthoxyloides Lam.
- Zanthoxylum senegalense DC.[5]
- Zanthoxylum polygamum Schumach.[2]

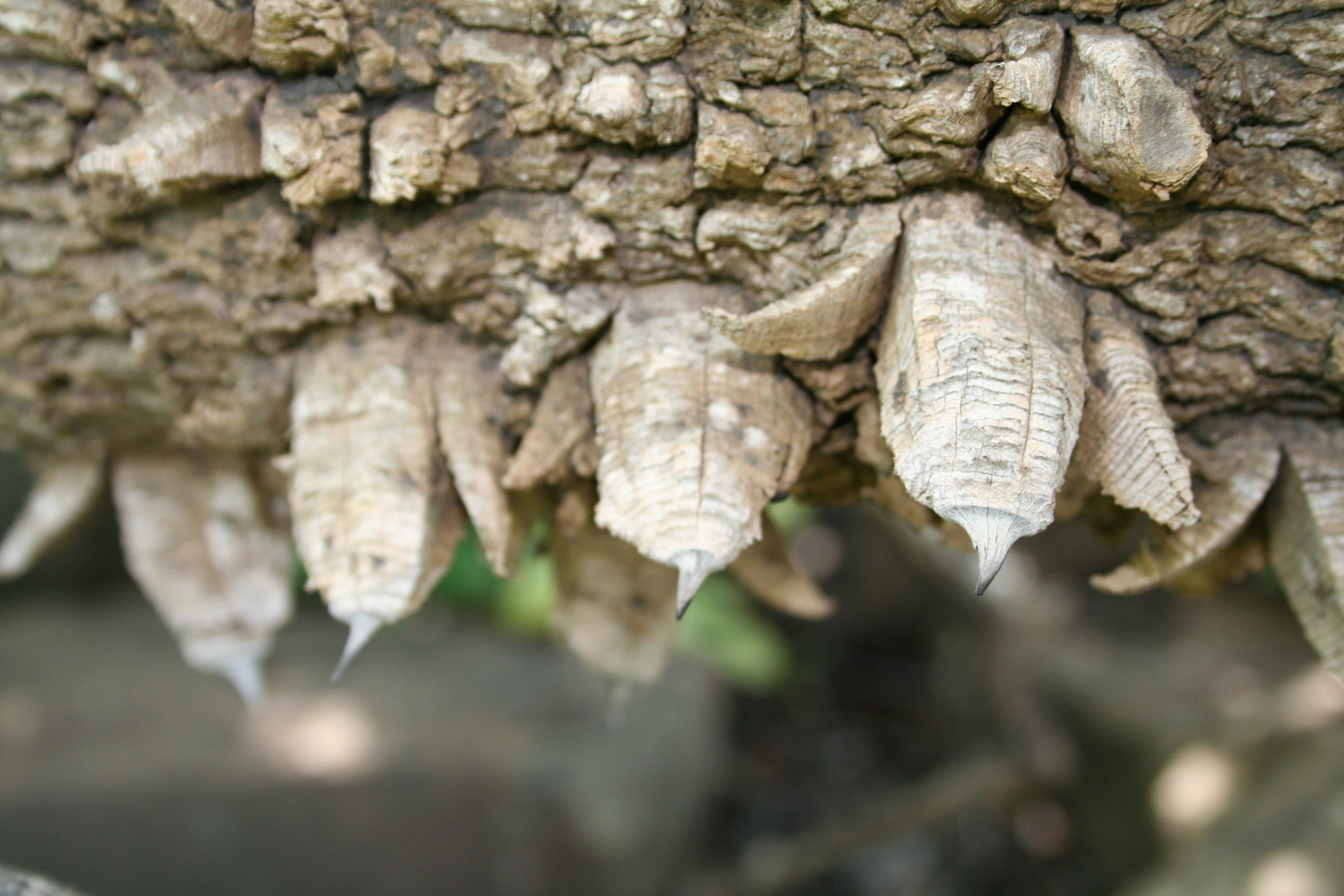
Espinas
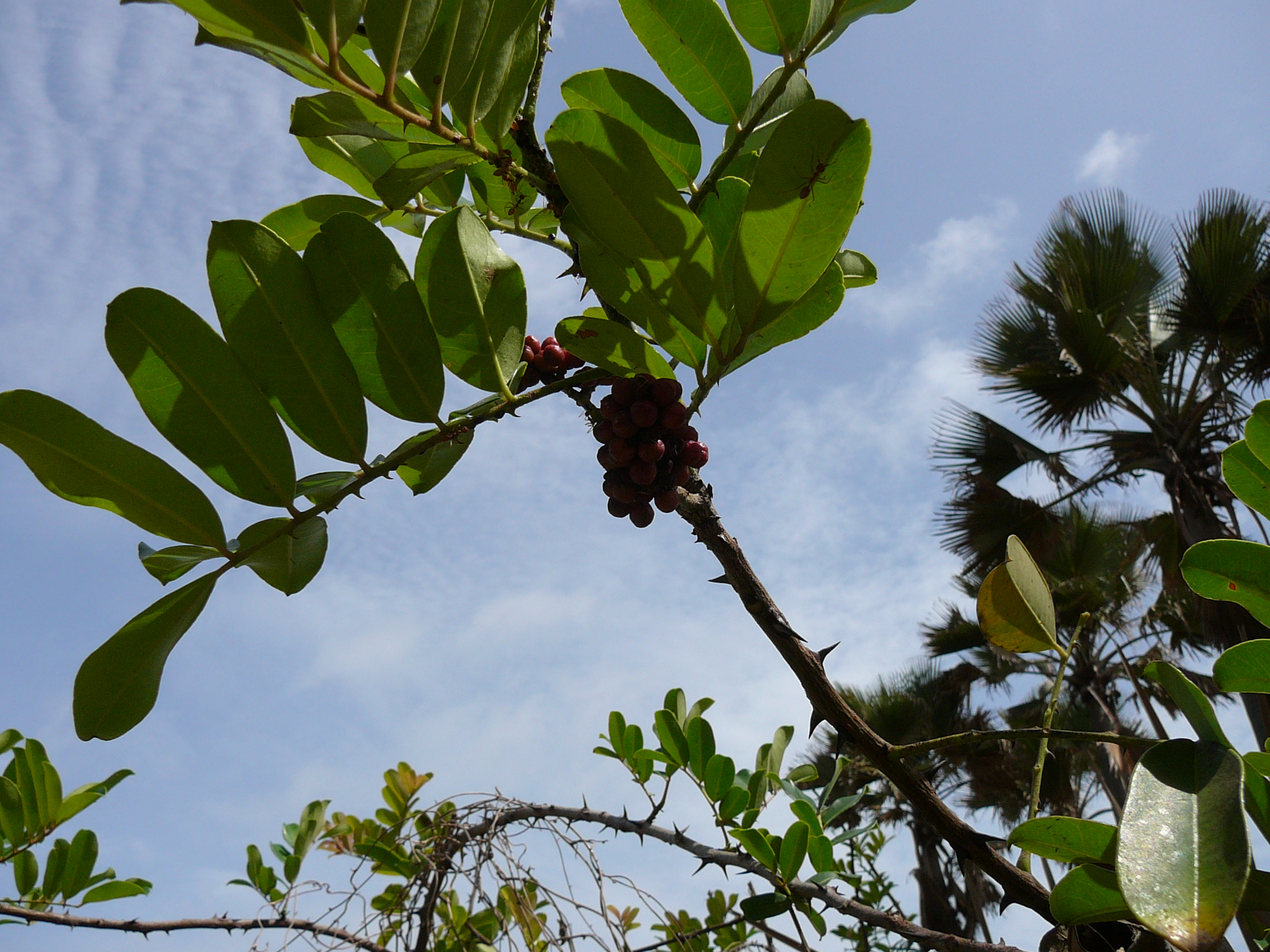
Frutos
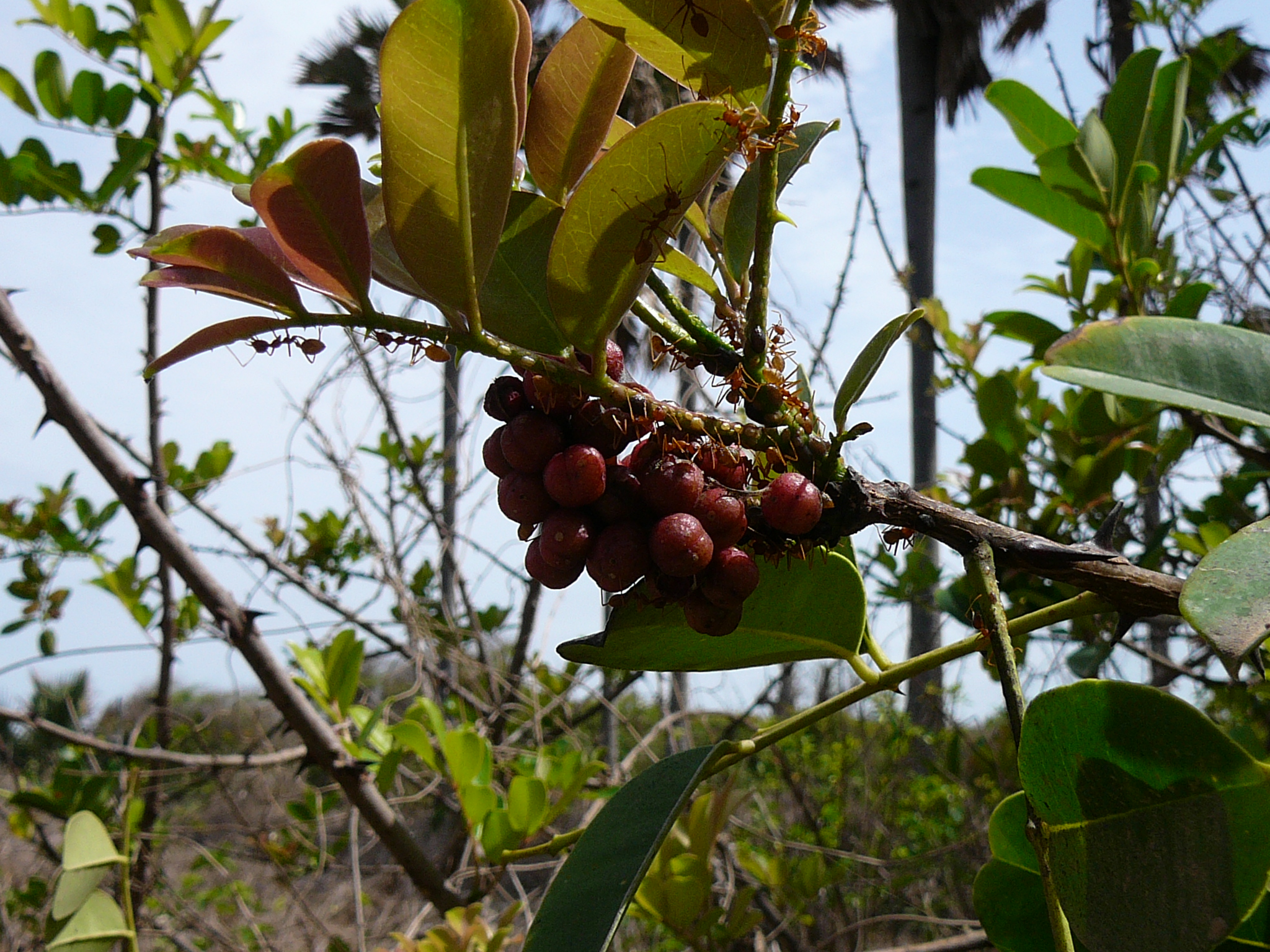
Frutos